# Durazno (Uruguai)
|  | Per a altres significats, vegeu «departament de Durazno». |

Durazno és una ciutat de l'Uruguai central, capital del departament homònim i, durant els primers anys de la República, també seu administrativa de l'Estat Oriental. Està situada al centre del país, sobre la vora esquerra del riu Yí, afluent del Riu Negro, i la seva població és, segons el cens de l'any 2004, de 30.000 habitants aproximadament.

## Població
Durazno té una població de 33.576 habitants (cens 2004).
| 1963   | 1975   | 1985   | 1996   | 2004 |
| ------ | ------ | ------ | ------ | ---- |
| 22.707 | 25.981 | 27.835 | 30.607 | ?    |

## Història
Va ser fundada pels portuguesos el 1821 sota el nom de Villa San Pedro del Durazno en homenatge al llavors emperador brasiler Pere I. El general Fructuoso Rivera li va donar importància, en fer-la capital nacional sota el seu mandat presidencial, al cap de poc de nascuda la república. La vila de San Pedro del Durazno va ser elevada a la categoria de ciutat per decret del govern de data 13 de juny de 1906.

## Economia
És centre urbà d'una regió ramadera i agrícola, i compleix la funció comercial i transformadora d'aquests productes, destacant-se la indústria càrnia i la de la farina.
El pas del riu, mitjançant dos grans ponts, ha estat essencial per a aquesta ciutat, convertint-se en nus tradicional de comunicacions en el centre del país. A la vora dreta del Yí ha crescut una població, Santa Bernardina, estimulada per la creació d'un aeroport alternatiu a l'Aeroport Internacional de Carrasco, el principal del país, ubicat al departament de Canelones.

## Cultura

### Festival nacional de folklore
En l'àmbit cultural es desenvolupa des de la dècada de 1970 un festival folklòric de rellevància nacional i internacional per on han passat figures de la talla de León Gieco, Rubén Rada, Jaime Roos i Soledad Pastorutti, entre d'altres.
Des de 1973 es realitza a la ciutat de Durazno en les primeres setmanes de febrer el Festival Nacional de Folklore, on com resa el lema tot l'Uruguai canta a Durazno. Des de febrer de 2000 el festival es realitza al Parc de l'Hispanidad pròxim a la ciutat capital del departament. Per l'escenari del festival han passat grans artistes de la música popular uruguaiana com: Alfredo Zitarrosa, Daniel Viglietti, Larbanois & Carrero o José Carbajal i llatinoamericana com: Horacio Guaraní, León Gieco o Víctor Heredia, entre d'altres.

### Primeresllamadasde l'interior
També es realitzen a Durazno, des de 1989, les Primeres Llamadas (les llamadas, a l'Uruguai, són un tipus de dansa associada al carnaval local, i d'origen africà) de l'Interior on desfilen comparses de candombe en concurs per tres places en les llamadas del carnaval, a Montevideo.
Des de 1990 es realitzen les primeres llamadas de l'interior a la ciutat de Durazno en les últimes setmanes de febrer. Desfilen pels carrers del barri Bertonasco comparses de tot el país al ritme del candombe.

### Pilsen Rock
Últimament se li agrega la importància nacional que ha pres per part dels joves en realitzar-se allà el multitudinari Pilsen Rock, iniciat el 2003, on el 2005 van estar presents 150.000 joves gaudint de grups uruguaians, argentins, i d'altres parts de Llatinoamèrica.
Des de 2003, amb la iniciativa de l'intendent Carmelo Vidalin, es realitza en aquest departament, el mes d'octubre, un esdeveniment social de rellevància regional denominat Pilsen Rock. A aquest esdeveniment de 2 dies de durada assisteixen les més variades expressions de la música de la joventut particularitzada en els diferents tipus de rock. El mateix compta amb l'assistència de públic des de l'Argentina, Brasil, Xile i Paraguai sent el moviment de joventut més rellevant.En 2004 van assistir 70.000 persones, en 2005 ho van fer 130.000, havent participat més de 20 bandes musicals, i el 2006 més de 150.000 malgrat ser la primera vegada que es va cobrar entrada per ingressar al festival de joventut més rellevant del país

## Turisme
El turisme al departament ofereix diverses opcions: activitats artístiques culturals massives (Pilsen Rock, Festival de folklore, Llamadas, Moguda tropical, etc.), turisme de càmping i platja sobre el riu Yí, turisme de cabanes i turisme en relació amb el patrimoni històric, arquitectònic o d'un altre tipus. Aquestes vetes es complementen, ja que, per exemple, els visitants que arriben al Pilsen Rock o al festival de folklore se solen presentar també al càmping i/o a la platja.
El càmping esmentat, que rep el nom de "33 Orientales" (en homenatge als trenta-tres cabdills que van lluitar per la independència del país davant l'antic Imperi del Brasil), està situat a la platja El Sauzal, a vores del riu Yí, i compta amb una espessa muntanya autòctona.
Des del punt de vista del turisme patrimonial es destaquen les pintures rupestres properes als rierols Maestre Campo i Chamangá, i la capella de Farruco, una de les construccions colonials més antigues de l'Uruguai.

## Fills il·lustres
- Lágrima Ríos, cantant afro-uruguaiana de candombe i tango.